# ORDER MADE ALBUM BEST
『ORDER MADE ALBUM BEST』（オーダー・メイド・アルバム・ベスト）は、日本のロックバンド、FoZZtoneのアルバム。2013年1月28日から同年2月11日までの期間限定受注。

## 概要
FoZZtone結成10周年記念企画として発表された、オーダーメイドアルバム第3弾。

今回の選曲候補楽曲は2010年の『from the NEW WORLD』より10曲

2011年の『From the INNER KINGDOM (内なる王国より)』より12曲

2011年、2012年の東京キネマ倶楽部でのライブで演奏された未収録楽曲3曲

2012年12月10日から12月25日まで行われたユーザー投票で決定した再録曲3曲

以上の全28曲より10曲を選曲する。

選曲候補楽曲の試聴については、『from the NEW WORLD』『[From the INNER KINGDOM (内なる王国より)』からの楽曲は公式サイトにてイントロ・サビ・アウトロが視聴可能である。未収録楽曲はYoutubeにライブ時の演奏がアップロードされ、Ustreamでも配信された。再録曲も同様のUstreamの配信にて試聴することが可能である。

## 選曲候補楽曲
『from the NEW WORLD』より10曲
『From the INNER KINGDOM (内なる王国より)』より12曲
未収録楽曲
- Hey! Mr.Backpacker!
NEW WORLDに収録された楽曲のフルバージョン。
- Strike the sun
NEW WORLDに収録された楽曲のフルバージョン。
- proffesional car
2012年10月27日に東京キネマ倶楽部で行われたライブ『Pageant:Keller Water 完成披露会』にて、第三部の一部として演奏された楽曲。

再録曲
- finch
1stミニアルバム『Boat4』に収録された曲の再録。
- polka dots
3rdミニアルバム『VERTIGO』に収録された曲の再録。
- ブランケット
3rdシングル『音楽』のカップリング曲の再録。